# Płyta Środkowoczeska
Płyta Środkowoczeska (czes. Středočeská tabule) jest południowo-zachodnią częścią Płyty Czeskiej (czes. Česká tabule).
Od północy graniczy z Płytą Północnoczeską, od wschodu z Płytą Wschodnioczeską, od południa z Wyżyną Czesko-Morawską (czes. Českomoravská vrchovina), Wyżyną Środkowoczeską (czes. Středočeská pahorkatina), Brdami (czes. Brdská oblast, a od północnego zachodu z Podgórzem Rudawskim (czes. Podkrušnohorská oblast).
Zbudowana jest głównie ze skał osadowych wieku górnokredowego: piaskowców, mułowców, iłowców. Lokalnie występują trzeciorzędowe bazalty oraz ich tufy. Najwyższym wzniesieniem jest Říp (459 m n.p.m.).

## Podział
- Płyta Dolnooharska (czes. Dolnooharská tabule)
  - Płyta Hazmburska (czes. Hazmburská tabule) – Hazmburk (418 m n.p.m.)
  - Płyta Rzipska (czes. Řípská tabule) – Říp (459 m n.p.m.)
  - Kotlina Terezinska (czes. Terezínská kotlina) – Mrchový kopec (211 m n.p.m.)

- Płyta Izerska (czes. Jizerská tabule)
  - Płyta Środkowoizerska (czes. Středojizerská tabule) – Horka (410)
  - Płyta Dolnoizerska (czes. Dolnojizerská tabule) – średnia wysokość 236 m n.p.m.

- Płyta Środkowołabska (czes. Středolabská tabule)
  - Kotlina Nymburska (czes. Nymburská kotlina) – Oškobrh (285 m n.p.m.)
  - Kotlina Czasławska (czes. Čáslavská kotlina) – średnia wysokość 245 m n.p.m.
  - Kotlina Mielnicka (czes. Mělnická kotlina) – Dřínov (247 m n.p.m.)
  - Płyta Mrlińska (czes. Mrlinská tabule) – Ostrá hůrka (278 m n.p.m.)
  - Płyta Czeskobrodzka (czes. Českobrodská tabule) – średnia wysokość 243 m n.p.m.

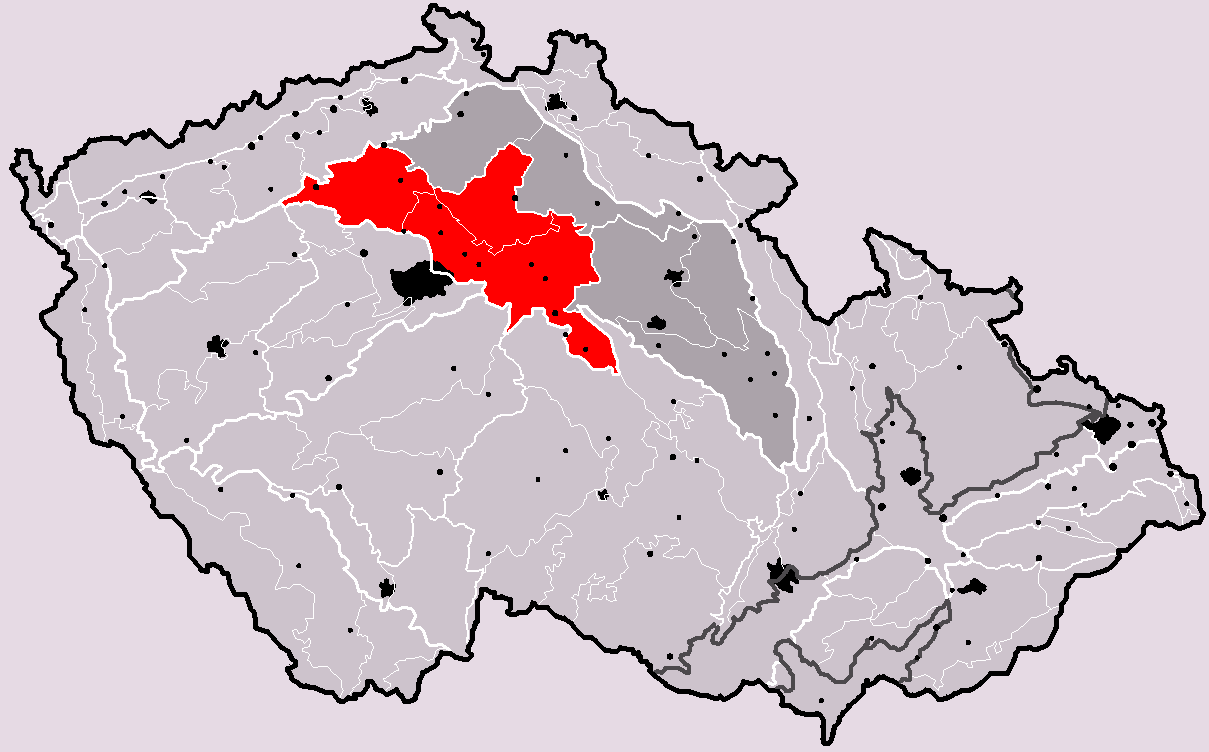
Położenie Płyty Środkowoczeskiej